# Eugen av Savojen
Eugen Frans, prins av Savojen-Carignan (ty: Eugen von Savoyen, fr: François Eugène de Savoie, it: Eugenio di Savoia), född den 16 oktober 1663 i Paris, död 21 april 1736 i Wien, var en franskfödd österrikisk fältherre. Han var befälhavare över de kejserliga styrkorna under bland annat det spanska tronföljdskriget, samt gentemot osmanska invasioner. Eugen var själv aktiv i fält under sina strider, och han fick under sin militärkarriär mer än ett dussin olika ärr efter olika skador han ådragit sig i fält. Eugen var även en intresserad främjare av vetenskap och konst.

## Ungdom
Eugen av Savojen föddes i Paris och tillhörde en i Frankrike bosatt sidogren av Huset Savojen. Han var son till Olympe Mancini, och enligt rykten skall han ha varit oäkta son till Ludvig XIV. Säkert är att Ludvig gjorde ansträngningar för att hålla tillbaka denna antagna oäkta son. Eugen var av sin familj bestämd för det andliga ståndet, men ville själv bli militär. Sedan Ludvig XIV vägrat honom anställning, gick han 1683 i kejserlig tjänst. Samma år utnämndes han till överste, och deltog i Stora turkiska kriget fram till 1689, 1690-96 i Pfalziska tronföljdskriget och blev 1693 fältmarskalk. År 1697 blev han överbefälhavare i kriget mot turkarna, och vann samma år slaget vid Zenta, vars följd blev freden i Karlowitz.

## Spanska tronföljdskriget
Spanska tronföljdskriget inleddes med en skicklig manöver av Eugen, då han på svårtillgängliga alpstigar kringgick fransmännen och sedan besegrade dem i slaget vid Carpi och slaget vid Chiari 1701. Dessa segrar bidrog i hög grad till den stora koalitionens bildande. Brist på understöd från österrikiskt håll hämmade senare Eugens framgångar, och efter 1702 reste han tillbaka till Wien för att vinna stöd för fortsatt krigföring. År 1703 blev han hovkrigspresident (krigsminister) och skapade småningom bättre ordning inom armén och förutsättningar för fortsatt krigföring, även om penningbristen ständigt gav honom svårigheter. 1704, när Österrike hotades av ett fransk-bayerskt anfall, gick Eugen åter i aktiv militär tjänst och vann i förening med hertigen av Marlborough den avgörande segern i slaget vid Blenheim. Från 1705 åter aktiv i Italien, tvingade Eugen 1706 fransmännen genom segern i slaget vid Turin 1706 fransmännen att upphäva belägringen av staden och utrymma Italien. 1707 blev han generallöjtnant och därigenom kejsarens militäre ställföreträdare. Från 1708 stred Eugen tillsammans med hertigen av Marlborough i Nederländerna. Efter att ha besegrat fransmännen i slaget vid Oudenaarde 1708 och slaget vid Malplaquet 1709 samt erövrat Lille, tvingades Frankrike att söka fred. Fredsvillkoren ställdes dock trots Eugens varningar så hårda, att de för fransmännen var oantagliga, och sedan England lämnat alliansen, något som Eugen genom ett personligt besök i London försökt förhindra, tvingades Österrike att anta betydligt sämre fredsvillkor genom frederna i Rastatt 1713 och Baden 1714. Under fredsförhandlingarna var Eugen kejsarens ställföreträdare.

## Turkiska och polska krigen
I ett nytt krig mot Turkiet ledde Eugen de vinnande styrkorna i slaget vid Peterwardein 1716 och slaget vid Belgrad 1717, något som ledde fram till freden i Passarowitz 1718. Under återstoden av sitt liv var Eugen, sedan han utkonkurrerat några politiska motståndare, kejsarens främste minister, och visade sig här som en lika driven statsman som militär. En tid var han även generalståthållare i Nederländerna, men denna befattning, som han varit tvungen att sköta genom en ställföreträdare, nedlade han 1724. Än en gång, under polska tronföljdskriget gick Eugen i aktiv militärtjänst, men han måste här på grund av underlägsna stridskrafter främst ägna sig åt försvar.

## Eftermäle
Eugen lät uppföra barockslottsanläggningen Schloss Belvedere, vilket idag är ett av Wiens större museer. Han ligger begraven i Stefansdomen, i ett kapell uppkallat efter honom. Även ett fartyg under andra världskriget, Prinz Eugen uppkallades efter honom.